# Rolf Hille

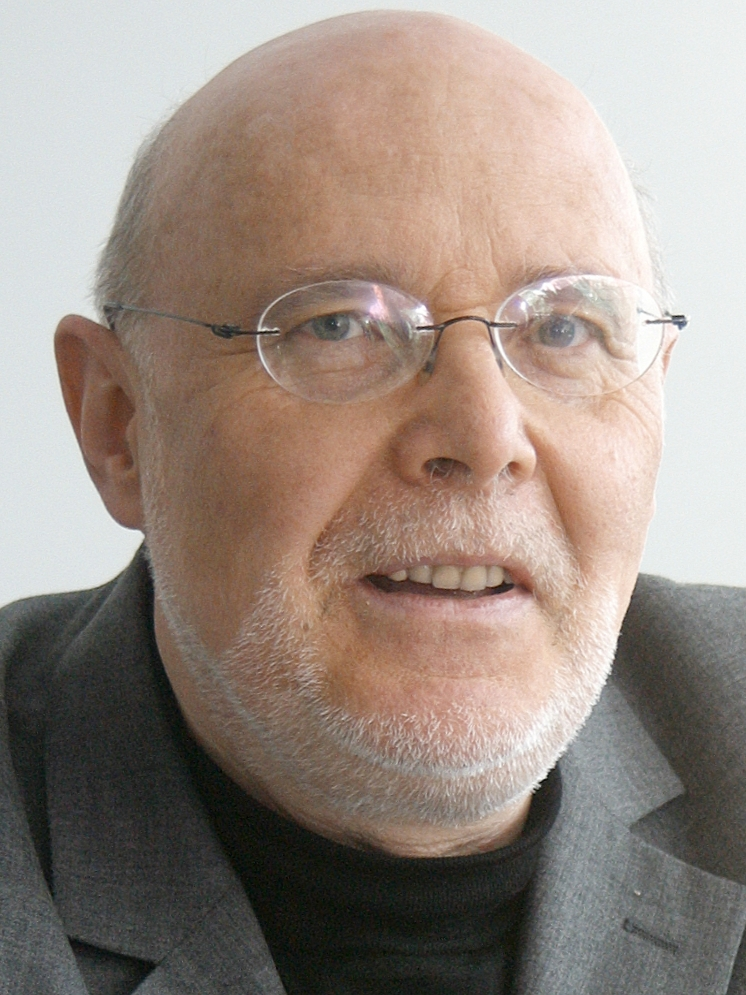
Rolf Hille im Jahr 2006

Rolf Hille (* 15. Mai 1947 in Schwäbisch Hall) ist ein deutscher evangelikaler Theologe, Pfarrer der Württembergischen Landeskirche und war von 2013 bis zu seiner Emeritierung 2019 Honorarprofessor für Systematische Theologie und Apologetik an der Freien Theologischen Hochschule (FTH) Gießen. Er ist u. a. aufgrund seiner ablehnenden Haltung gegenüber der Homosexualität dem Bereich des Evangelikalismus zuzuordnen.

## Leben
Hille wuchs bei seiner alleinerziehenden Mutter auf, die von ihren pietistischen Familienangehörigen unterstützt wurde. Er studierte von 1968 bis 1973 Evangelische Theologie in Tübingen und Heidelberg. Danach war er bis 1974 Kirchenfunkredakteur beim Saarländischen Rundfunk (Saarbrücken) und anschließend bis 1976 Erster Redakteur beim Informationsdienst der Evangelischen Allianz (idea) in Wetzlar. Sein Vikariat trat er in Schorndorf (Württ.) an. Von 1979 bis 1982 war Hille Wissenschaftlicher Mitarbeiter für Evangelische Theologie der Johannes Gutenberg-Universität Mainz im Fach Systematische Theologie. Das Amt des Generalsekretärs der Studentenmission in Deutschland (SMD) nahm er in der Zeit von 1982 bis 1984 in Marburg wahr. Von 1984 bis 1989 war er Studienleiter am Pfarrseminar der Evangelischen Landeskirche in Württemberg in der Vikarsausbildung (Schwerpunktfächer Homiletik und Pastoraltheologie). Ab 1989 war Hille Studienleiter und zwischen 1995 und 2009 Rektor am Albrecht-Bengel-Haus in Tübingen.
1990 wurde er an der Ludwig-Maximilians-Universität München mit seiner Arbeit über Karl Heim zum Dr. theol. promoviert. Ab dem Jahr 1988 war Hille im Vorstand und zwischen 1993 und 2013 ehrenamtlicher Vorsitzender des Arbeitskreises für evangelikale Theologie (AfeT). Er ist Mitherausgeber des Jahrbuch für Evangelikale Theologie. Von 1994 bis 2000 war er Vorsitzender und danach bis 2017 Mitglied des Hauptvorstandes der Deutschen Evangelischen Allianz. Zudem war er 1996 bis 2008 Vorsitzender der Theologischen Kommission der Weltweiten Evangelischen Allianz (WEA), in dessen Exekutivkomitee er bereits 1986 berufen worden war, und von 2008 bis 2016 deren Direktor für ökumenische Angelegenheiten. Im Jahr 2000 verbrachte er ein Forschungssemester am Princeton Theological Seminary in Princeton, New Jersey, USA und absolvierte das Magisterexamen (M. A.) in Philosophie an der Eberhard Karls Universität Tübingen. Von 2009 bis 2013 hatte er die Leitung und den Aufbau der Doktorandenarbeit des Albrecht-Bengel Hauses inne, was mit einer Lehrtätigkeit im Fachbereich Systematische Theologie verbunden war. Sein Nachfolger als Leiter der Doktorandenarbeit ist Rainer Riesner. Von 2013 bis zu seiner Emeritierung 2019 war Hille Honorarprofessor für Systematische Theologie und Apologetik an der Freien Theologischen Hochschule (FTH) Gießen. Als Berater und Emeritus ist er dort weiterhin tätig. Er ist Dozent der 2024 gegründeten Martin Luther Gemeinde Akademie in Bad Sooden-Allendorf.
Er ist Mitglied der Leitung des 2016 durch Ulrich Parzany gegründeten evangelikalen Netzwerks Bibel und Bekenntnis und war bis 2024 dessen stellvertretender Vorsitzender.

## Haltung zur Homosexualität
In Sachen Homosexualität vertritt Hille die im Evangelikalismus verortete Position, nach welcher Homosexualität eine Lebenspraxis darstelle, „die Gottes Wort ungehorsam“ sei. Hille schrieb 2019, man müsse, „wenn man die Segnung homophiler Paare durchsetzt, schon behaupten, dass Gott sich mit seiner Schöpfungsordnung vertan hat und dass Jesus daneben lag, wenn er sich auf diese Ordnung berief“. Änderungen in der evangelischen Kirche zum Thema Homosexualität seien durch äußeren Druck einer „öffentlichkeitswirksamen Homosexuellenlobby“ bewirkt worden.

## Privates
Hille ist mit Dorothea Hille verheiratet, das Paar hat drei Kinder.

## Veröffentlichungen (Auswahl)
- Das Ringen um den säkularen Menschen. Karl Heims Auseinandersetzung mit der idealistischen Philosophie und den pantheistischen Religionen, Brunnen Verlag (Gießen) 1990, ISBN 978-3-7655-9360-4.
- Worauf können wir hoffen? Die Zukunft der Welt und die Verheißung des Reiches Gottes, Brockhaus-Verlag, Wuppertal 1999, ISBN 978-3-417-29081-3.
- Wer ist Gott? Unser Glaube an den Vater, den Sohn und den Heiligen Geist, Brockhaus-Verlag, Wuppertal 2007, ISBN 978-3-417-29105-6.
- Ungelöste Fragen ... ein Hindernis für den Glauben?: Denkanstöße von Karl Heim, Brunnen-Verlag, Gießen 2008, ISBN 978-3-7655-1413-5.

als Mitautor
- mit Eberhard Hahn: Dein Wort ist die Wahrheit: Beiträge zu einer schriftgemässen Theologie, SCM R. Brockhaus 1997, ISBN 978-3-417-29424-8.
- mit Herbert H. Klement: Ein Mensch – Was ist das?: Zur theologischen Anthropologie, Brunnen-Verlag, Gießen 2004, ISBN 978-3-7655-9483-0.

als (Mit)Herausgeber
- Die Einzigartigkeit Jesu Christi als Grundfrage der Theologie und missionarische Herausforderung (mit Eberhard Troeger), Brockhaus-Verlag, Wuppertal 1993, ISBN 978-3-417-29377-7.
- Einheit in der Vielfalt: aus 150 Jahre Evangelischer Allianz (mit Werner Beyer), Brockhaus-Verlag, Wuppertal 1995, ISBN 978-3-417-24135-8.
- Vom Islam herausgefordert: Systematische und praktische Antworten evangelikaler Theologie, Brockhaus-Verlag, Wuppertal 2009, ISBN 978-3-417-29554-2.
- Renaissance des Atheismus?: Eine Auseinandersetzung mit der aktuellen Religionskritik, Brunnen-Verlag, Gießen 2011, ISBN 978-3-7655-9531-8.
- Gemeinde Jesu Christi in einer globalisierten Welt: Gesellschaftliche, kirchliche und theologische Perspektiven, SCM R. Brockhaus, 2013, ISBN 978-3-417-29562-7.
- Gott als Mensch. Christologische Perspektiven, Brunnen-Verlag, Gießen 2015, ISBN 978-3-7655-9564-6.
- Verantwortlich glauben. Ein Themenbuch zur christlichen Apologetik (mit Christian Herrmann), VTR, Nürnberg 2016, ISBN 978-3-95776-055-5.

Aufsätze
- Wohin geht die Evangelische Allianz?: Die Zukunft der evangelikalen Bewegung im Umbruch von Kirche und Gesellschaft, Idea-Dokumentation 22/1994.
- mit Peter Beyerhaus: Kann jeder nach seiner Fasson selig werden?: theologiegeschichtliche und aktuelle Perspektiven, Idea-Dokumentation 04/1998.
- Apokalyptische Faszinationen und Irrwege: eine kritische Prüfung aus biblisch-theologischer Sicht, Idea-Dokumentation 05/1999.
- Sakramentstheologie im ökumenischen Horizont, S. 83–118, in: Christian Lehmann (Hrsg.): Wozu Taufe und Abendmahl?: was unseren Glauben gewiss macht, SCM R. Brockhaus, Witten 2009, ISBN 978-3-417-29557-3.

Beiträge in folgenden Lexiken
- Evangelisches Lexikon für die Gemeinde (3 Bände), SCM R. Brockhaus 1998, ISBN 978-3-417-24674-2.
- Ökumene-Lexikon. Kirchen, Religionen, Bewegungen, Lembeck Otto Verlag, Frankfurt am Main, 2. Auflage 1999, ISBN 978-3-87476-245-8.